# MINIX
MINIX è un sistema operativo basato su un'architettura a microkernel. In origine fu una versione non-commerciale minima Unix-like per PC IBM e computer IBM PC/AT nei tardi anni ottanta e nei primi anni novanta. Attualmente sono supportate le architetture Intel a partire dalla CPU 8088, fino alla serie Pentium.
Le successive versioni - la più recente è la 1.5, contro la 3.0 per architetture Intel - furono software libero e utilizzabili su hardware Motorola 68000 (come Amiga, Atari ST e i primi Apple Macintosh) e su SPARC, come le workstation di Sun Microsystem.

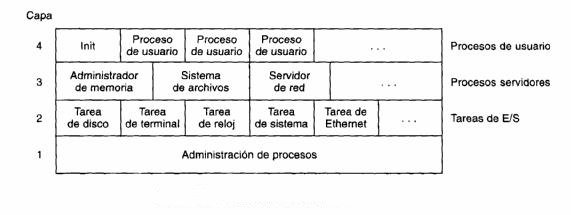
Estructura MINIX

In informatica MINIX indica anche il nome del file system predefinito disponibile all'installazione del sistema operativo MINIX, usato anche da altre distribuzioni come formato per i dischi di avvio o in altri ambiti dove è necessario consumare poche risorse.

## Storia

### La creazione
Andrew S. Tanenbaum creò MINIX alla Vrije Universiteit ad Amsterdam nel 1987, per esemplificare i principi dei sistemi operativi spiegati nel suo libro di testo. Le 26.000 linee di codice sorgente del kernel, del gestore della memoria, e del file system sono incluse nel libro; è scritto principalmente in linguaggio C.
MINIX 1.5, nato nel 1991, supporta sistemi MicroChannel IBM PS/2 e fu anche portato su architetture SPARC e Motorola 68000, oltre alle piattaforme Atari ST, Commodore Amiga, Apple Macintosh e Sun SPARCstation.

### Gli esperimenti di Linus Torvalds
Linus Torvalds, dopo aver usato per qualche tempo MINIX decise di creare un nuovo sistema operativo che fosse meno limitato e che potesse essere modificato e migliorato con poche difficoltà. Nel 1991 diede vita ad un nuovo kernel chiamato Linux. A differenza di Tanenbaum, per il suo nuovo sistema operativo scelse un'architettura monolitica. A quei tempi, Torvalds e Tanenbaum furono protagonisti di un dibattito molto acceso nel 1992 sul newsgroup comp.os.minix dal titolo Linux is obsolete.
Al momento del suo sviluppo, la licenza d'uso per MINIX era considerata libera, con un prezzo molto basso comparato con altri sistemi operativi. Comunque, non essendo software libero e neanche completamente open source, gli sforzi per lo sviluppo si spostarono verso i kernel Linux e FreeBSD. Nei tardi anni novanta la licenza di MINIX fu convertita in open source, ma allora era presente solo una piccola base di sviluppatori e utenti. Dalla versione MINIX 2.0 del 1997, diventa conforme allo standard POSIX.

### Gli anni 2000

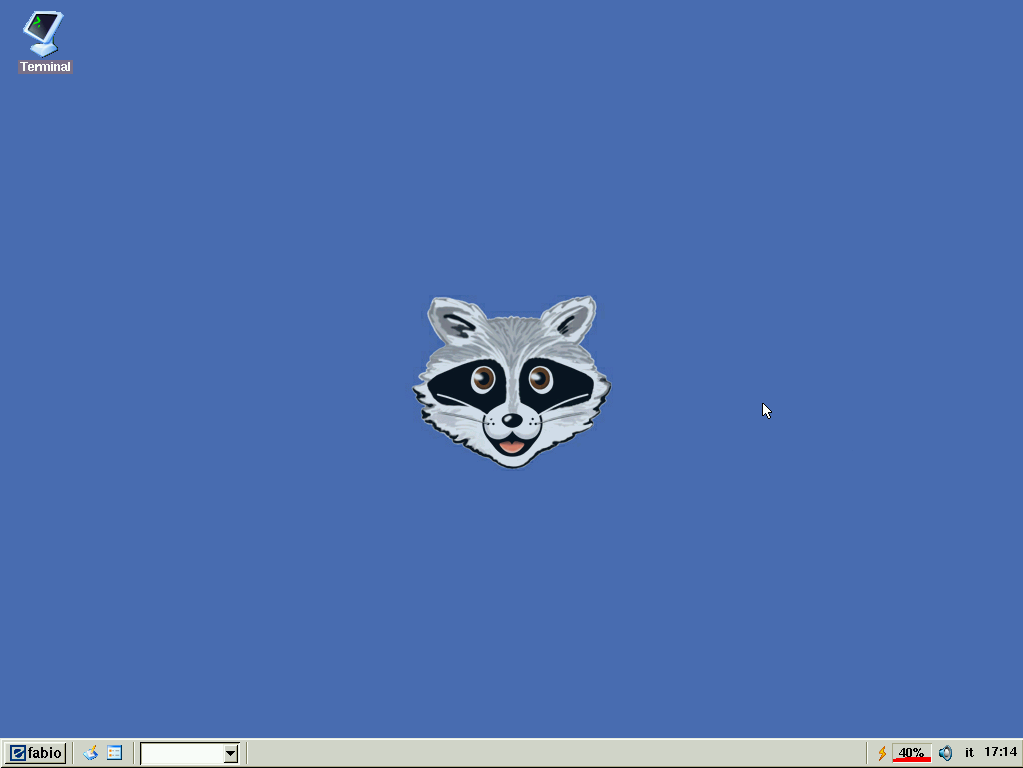
MINIX 3.1.7 con Equinox Desktop Environment in esecuzione

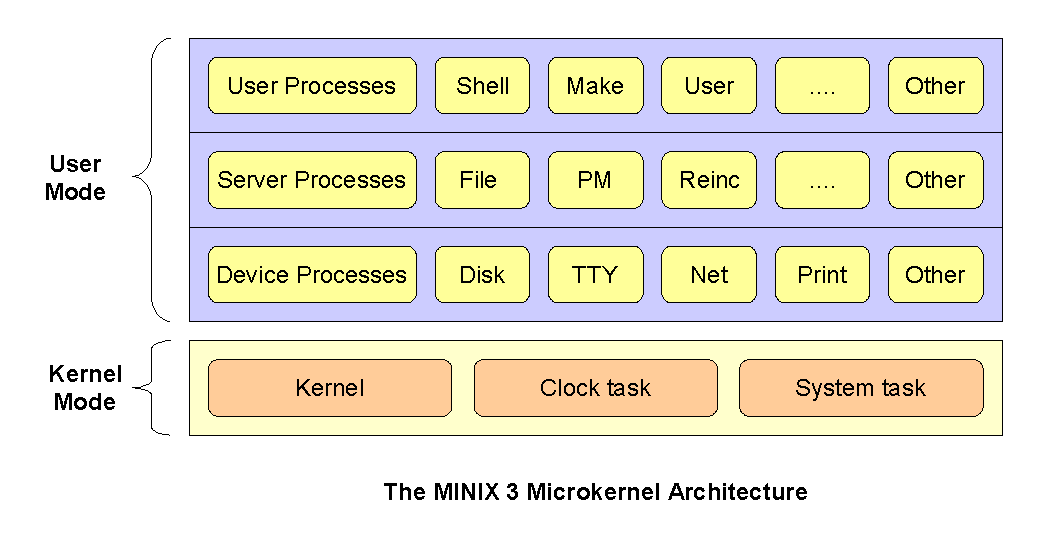
The MINIX 3 Microkernel Architecture

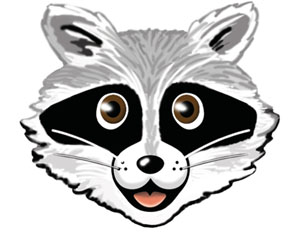
Rocky Raccoon, the mascot of Minix 3.

Intorno al 2005 Tanenbaum e alcuni suoi collaboratori hanno ripreso in mano il progetto e presentato la versione 3.0 del kernel. L'obiettivo del progetto è lo sviluppo di un micro-kernel molto stabile per applicazioni embedded e altre più generali. Il sistema operativo è pubblicato con licenza BSD e attualmente supporta processori x86, anche se sono in sviluppo versioni per processori PowerPC e ARM7.
MINIX è parte integrante del firmware dei chipset Intel, l'Intel Management Engine.

## Versioni
Elenco delle versioni di MINIX con data d'uscita:
- MINIX 1.0 – 1987;
- MINIX 1.5 – 1991;
- MINIX 2.0 – 1997;
- MINIX 3.0 – 24 ottobre 2005;
- MINIX 3.1.2 – 8 maggio 2006;
- MINIX 3.1.2a – 29 maggio 2006;
- MINIX 3.1.3 – 13 aprile 2007;
- MINIX 3.1.3a – 8 giugno 2007;
- MINIX 3.1.4 – 2009;
- MINIX 3.1.5 – 5 novembre 2009;
- MINIX 3.1.6 – 8 febbraio 2010;
- MINIX 3.1.7 – 16 giugno 2010;
- MINIX 3.1.8 – 4 ottobre 2010;
- MINIX 3.2.0 – 29 febbraio 2012;
- MINIX 3.2.1 – 21 febbraio 2013;
- MINIX 3.3.0 – 2 settembre 2014.